# Bernard Lama
Bernard Lama (Tours, 7 aprile 1963) è un ex calciatore e allenatore di calcio francese di origini guianesi francesi, di ruolo portiere.
È ritenuto uno dei migliori portieri francesi di tutti i tempi.

## Caratteristiche tecniche
Era un portiere dotato di ottimi riflessi e incline a interventi vistosi.

## Carriera

### Giocatore

#### Club
Iniziò a giocare come professionista nella seconda divisione francese nel Besançon RC nel 1983-84, passando l'anno successivo al Lilla dove rimase fino al 1989 segnando una rete in campionato. Dopo tre stagioni in cui militò in successione al Metz, al Brest e al Lens (dove segnò nuovamente una rete in campionato), nel 1992 si trasferì al Paris Saint-Germain.
Con la maglia del PSG vinse il campionato del 1994, la Coppa di Francia del 1993 e del 1995, la Coppa di Lega del 1995 e del 1997, la Coppa delle Coppe del 1996 (e il secondo posto l'anno successivo), la Supercoppa di Francia del 1995. Nella stagione 1997-1998 giocò al West Ham in Premier League, disputando 12 partite di campionato e venendo squalificato per due mesi per doping (positivo alla cannabis).
Nel 1998 tornò al PSG dopo la vittoria ai Mondiali, rimanendovi per altre due stagioni, lasciandolo definitivamente nel 2000, dopo 286 partite di campionato in sette stagioni e il record di imbattibilità di 685 minuti, battuto nel 2013 da Salvatore Sirigu. Chiuse la carriera da giocatore dopo un'altra stagione da titolare al Rennes.

#### Nazionale
Esordì in nazionale il 17 febbraio 1993 contro Israele. Disputa gli Europei del 1996, poi Fabien Barthez lo sostituì sia ai Mondiali di Francia 1998, vinti dai Bleus, sia nel trionfo agli Europei del 2000. Lama giocò in totale 44 partite con la nazionale francese.

### Allenatore
Il 21 luglio 2006 è stato nominato allenatore della nazionale del Kenya, ma è rimasto in carica solo 2 mesi: dopo una sconfitta con l'Eritrea in una sfida valida per le qualificazioni alla Coppa d'Africa - a seguito della quale Lama aveva criticato la professionalità della federazione calcistica keniota - è stato esonerato a sostituito da Tom Olaba.

## Statistiche

### Cronologia presenze e reti in nazionale
| Cronologia completa delle presenze e delle reti in nazionale ― Francia | Cronologia completa delle presenze e delle reti in nazionale ― Francia | Cronologia completa delle presenze e delle reti in nazionale ― Francia | Cronologia completa delle presenze e delle reti in nazionale ― Francia | Cronologia completa delle presenze e delle reti in nazionale ― Francia | Cronologia completa delle presenze e delle reti in nazionale ― Francia | Cronologia completa delle presenze e delle reti in nazionale ― Francia | Cronologia completa delle presenze e delle reti in nazionale ― Francia |
| Data                                                                   | Città                                                                  | In casa                                                                | Risultato                                                              | Ospiti                                                                 | Competizione                                                           | Reti                                                                   | Note                                                                   |
| ---------------------------------------------------------------------- | ---------------------------------------------------------------------- | ---------------------------------------------------------------------- | ---------------------------------------------------------------------- | ---------------------------------------------------------------------- | ---------------------------------------------------------------------- | ---------------------------------------------------------------------- | ---------------------------------------------------------------------- |
| 17-2-1993                                                              | Ramat Gan                                                              | Israele                                                                | 0 – 4                                                                  | Francia                                                                | Qual. Mondiali 1994                                                    | -                                                                      |                                                                        |
| 27-3-1993                                                              | Vienna                                                                 | Austria                                                                | 0 – 1                                                                  | Francia                                                                | Qual. Mondiali 1994                                                    | -                                                                      |                                                                        |
| 28-4-1993                                                              | Parigi                                                                 | Francia                                                                | 2 – 1                                                                  | Svezia                                                                 | Qual. Mondiali 1994                                                    | -1                                                                     |                                                                        |
| 28-7-1993                                                              | Caen                                                                   | Francia                                                                | 3 – 1                                                                  | Russia                                                                 | Amichevole                                                             | -                                                                      | 46’                                                                    |
| 22-8-1993                                                              | Stoccolma                                                              | Svezia                                                                 | 1 – 1                                                                  | Francia                                                                | Qual. Mondiali 1994                                                    | -1                                                                     |                                                                        |
| 8-9-1993                                                               | Tampere                                                                | Finlandia                                                              | 0 – 2                                                                  | Francia                                                                | Qual. Mondiali 1994                                                    | -                                                                      |                                                                        |
| 13-10-1993                                                             | Parigi                                                                 | Francia                                                                | 2 – 3                                                                  | Israele                                                                | Qual. Mondiali 1994                                                    | -3                                                                     |                                                                        |
| 17-11-1993                                                             | Parigi                                                                 | Francia                                                                | 1 – 2                                                                  | Bulgaria                                                               | Qual. Mondiali 1994                                                    | -2                                                                     |                                                                        |
| 16-2-1994                                                              | Napoli                                                                 | Italia                                                                 | 0 – 1                                                                  | Francia                                                                | Amichevole                                                             | -                                                                      |                                                                        |
| 22-3-1994                                                              | Lione                                                                  | Francia                                                                | 3 – 1                                                                  | Cile                                                                   | Amichevole                                                             | -1                                                                     |                                                                        |
| 29-5-1994                                                              | Tokyo                                                                  | Giappone                                                               | 1 – 4                                                                  | Francia                                                                | Amichevole                                                             | -1                                                                     |                                                                        |
| 17-8-1994                                                              | Bordeaux                                                               | Francia                                                                | 2 – 2                                                                  | Rep. Ceca                                                              | Amichevole                                                             | -2                                                                     |                                                                        |
| 7-9-1994                                                               | Bratislava                                                             | Slovacchia                                                             | 0 – 0                                                                  | Francia                                                                | Qual. Euro 1996                                                        | -                                                                      |                                                                        |
| 8-10-1994                                                              | Saint-Étienne                                                          | Francia                                                                | 0 – 0                                                                  | Romania                                                                | Qual. Euro 1996                                                        | -                                                                      |                                                                        |
| 16-11-1994                                                             | Zabrze                                                                 | Francia                                                                | 0 – 0                                                                  | Polonia                                                                | Qual. Euro 1996                                                        | -                                                                      |                                                                        |
| 13-12-1994                                                             | Trebisonda                                                             | Azerbaigian                                                            | 0 – 2                                                                  | Francia                                                                | Qual. Euro 1996                                                        | -                                                                      |                                                                        |
| 18-1-1995                                                              | Utrecht                                                                | Paesi Bassi                                                            | 0 – 1                                                                  | Francia                                                                | Amichevole                                                             | -                                                                      |                                                                        |
| 29-3-1995                                                              | Ramat Gan                                                              | Israele                                                                | 0 – 0                                                                  | Francia                                                                | Qual. Euro 1996                                                        | -                                                                      |                                                                        |
| 26-4-1995                                                              | Nantes                                                                 | Francia                                                                | 4 – 0                                                                  | Slovacchia                                                             | Qual. Euro 1996                                                        | -                                                                      |                                                                        |
| 22-7-1995                                                              | Oslo                                                                   | Norvegia                                                               | 0 – 0                                                                  | Francia                                                                | Amichevole                                                             | -                                                                      |                                                                        |
| 16-8-1995                                                              | Parigi                                                                 | Francia                                                                | 1 – 1                                                                  | Polonia                                                                | Qual. Euro 1996                                                        | -1                                                                     | cap.                                                                   |
| 6-9-1995                                                               | Auxerre                                                                | Francia                                                                | 10 – 0                                                                 | Azerbaigian                                                            | Qual. Euro 1996                                                        | -                                                                      |                                                                        |
| 15-11-1995                                                             | Caen                                                                   | Francia                                                                | 2 – 0                                                                  | Israele                                                                | Qual. Euro 1996                                                        | -                                                                      |                                                                        |
| 24-1-1996                                                              | Parigi                                                                 | Francia                                                                | 3 – 2                                                                  | Portogallo                                                             | Amichevole                                                             | -2                                                                     |                                                                        |
| 21-2-1996                                                              | Nîmes                                                                  | Francia                                                                | 3 – 1                                                                  | Grecia                                                                 | Amichevole                                                             | -1                                                                     | Cap.                                                                   |
| 27-3-1996                                                              | Bruxelles                                                              | Belgio                                                                 | 0 – 2                                                                  | Francia                                                                | Amichevole                                                             | -                                                                      |                                                                        |
| 1-6-1996                                                               | Stoccarda                                                              | Germania                                                               | 0 – 1                                                                  | Francia                                                                | Amichevole                                                             | -                                                                      | Ammonizione                                                            |
| 5-6-1996                                                               | Lilla                                                                  | Francia                                                                | 2 – 0                                                                  | Armenia                                                                | Amichevole                                                             | -                                                                      |                                                                        |
| 10-6-1996                                                              | Newcastle upon Tyne                                                    | Francia                                                                | 1 – 0                                                                  | Romania                                                                | Euro 1996 - 1º turno                                                   | -                                                                      |                                                                        |
| 15-6-1996                                                              | Leeds                                                                  | Francia                                                                | 1 – 1                                                                  | Spagna                                                                 | Euro 1996 - 1º turno                                                   | -1                                                                     |                                                                        |
| 18-6-1996                                                              | Newcastle upon Tyne                                                    | Francia                                                                | 3 – 1                                                                  | Bulgaria                                                               | Euro 1996 - 1º turno                                                   | -1                                                                     |                                                                        |
| 22-6-1996                                                              | Liverpool                                                              | Francia                                                                | 0 – 0 dts (5 – 4 dtr)                                                  | Paesi Bassi                                                            | Euro 1996 - Quarti di finale                                           | -                                                                      |                                                                        |
| 26-6-1996                                                              | Manchester                                                             | Francia                                                                | 0 – 0 dts (5 – 6 dtr)                                                  | Rep. Ceca                                                              | Euro 1996 - Semifinale                                                 | -                                                                      |                                                                        |
| 31-8-1996                                                              | Parigi                                                                 | Francia                                                                | 2 – 0                                                                  | Messico                                                                | Amichevole                                                             | -                                                                      |                                                                        |
| 26-2-1997                                                              | Parigi                                                                 | Francia                                                                | 2 – 1                                                                  | Paesi Bassi                                                            | Amichevole                                                             | -1                                                                     |                                                                        |
| 22-4-1998                                                              | Solna                                                                  | Svezia                                                                 | 0 – 0                                                                  | Francia                                                                | Amichevole                                                             | -                                                                      |                                                                        |
| 29-5-1998                                                              | Casablanca                                                             | Marocco                                                                | 2 – 2                                                                  | Francia                                                                | Amichevole                                                             | -2                                                                     |                                                                        |
| 19-8-1998                                                              | Vienna                                                                 | Austria                                                                | 2 – 2                                                                  | Francia                                                                | Amichevole                                                             | -2                                                                     | cap.                                                                   |
| 10-10-1998                                                             | Mosca                                                                  | Russia                                                                 | 2 – 3                                                                  | Francia                                                                | Qual. Euro 2000                                                        | -2                                                                     |                                                                        |
| 14-10-1998                                                             | Saint-Denis                                                            | Francia                                                                | 2 – 0                                                                  | Andorra                                                                | Qual. Euro 2000                                                        | -                                                                      |                                                                        |
| 9-10-1999                                                              | Saint-Denis                                                            | Francia                                                                | 3 – 2                                                                  | Islanda                                                                | Qual. Euro 2000                                                        | -2                                                                     |                                                                        |
| 6-6-2000                                                               | Casablanca                                                             | Marocco                                                                | 1 – 5                                                                  | Francia                                                                | Amichevole                                                             | -1                                                                     |                                                                        |
| 21-6-2000                                                              | Amsterdam                                                              | Paesi Bassi                                                            | 3 – 2                                                                  | Francia                                                                | Euro 2000 - 1º turno                                                   | -3                                                                     |                                                                        |
| 2-9-2000                                                               | Saint-Denis                                                            | Francia                                                                | 1 – 1                                                                  | Inghilterra                                                            | Amichevole                                                             | -1                                                                     |                                                                        |
| Totale                                                                 |                                                                        | Presenze                                                               | 44                                                                     |                                                                        | Reti                                                                   | -31                                                                    |                                                                        |

## Palmarès

### Giocatore

#### Club

##### Competizioni nazionali
- Coppa di Francia: 2

Paris Saint-Germain: 1992-1993, 1994-1995
- Campionato francese: 1

Paris Saint-Germain: 1993-1994
- Coppa di Lega francese: 1

Paris Saint-Germain: 1994-1995
- Supercoppa francese: 2

Paris Saint-Germain: 1995, 1998

##### Competizioni internazionali
- Coppa delle Coppe: 1

Paris Saint-Germain: 1995-1996

#### Nazionale
- Campionato mondiale: 1

Francia 1998
- Campionato d'Europa: 1

Belgio-Paesi Bassi 2000

#### Individuale
- Calciatore francese dell'anno: 1

1994